# Vobiscum Satanás
Vobiscum Satanás (en latín "Que Satanás esté contigo") es el segundo álbum de Dark Funeral. Fue el primer álbum donde apareció el nuevo vocalista por la separación de Themgoroth, Emperor Magus Caligula, y también en este mismo apareció Alzazmon en la batería quien es reconocido por su trabajo en la versión de inferno en Gorgoroth, Dissection y muchas otras bandas.

## Lista de canciones
1. "Ravenna Strigoi Mortii" - 04:27
2. "Enriched By Evil" - 04:43
3. "Thy Legions Come" - 04:13
4. "Evil Prevail" - 04:28
5. "Slava Satan" - 03:59
6. "The Black Winged Horde" - 04:38
7. "Vobiscum Satanas" - 05:00
8. "Ineffable King of Darkness" - 03:38

## Créditos
- Lord Ahriman - Guitarra principal
- Emperor Magus Caligula - Voz/bajo
- Alzazmon - Batería
- Typhos - Guitarra rítmica